# Toyota bZ4X
A Toyota bZ4X egy akkumulátoros elektromos kompakt crossover SUV autótípus, melyet a Toyota gyárt. A jármű 2021 áprilisában debütált „bZ4X Concept” néven. Ez az első autótípus, amely a Toyota és a Subaru által közösen kifejlesztett e-TNGA platformon alapul, és a márka első olyan modellje, amely a Toyota bZ („beyond Zero”) zéró emissziós járműsorozatuk része.
A bZ4X világméretű értékesítése 2022 közepén kezdődött. A Toyota azt is bejelentette, hogy 2025-ig hét „bZ” modell fog megjelenni világszerte.

## Név
A  „bZ4X” elnevezés jelentése a következőkre oszlik:
- „bZ”: a „zéró kibocsátáson túl”, amely az akkumulátoros elektromos jármű természetét képviseli a „nulla kibocsátáson túli” kibocsátással
- „4”: azonos méretű Toyota RAV4-gyel
- „X”: kompakt crossover SUV[8][9]

## Áttekintés

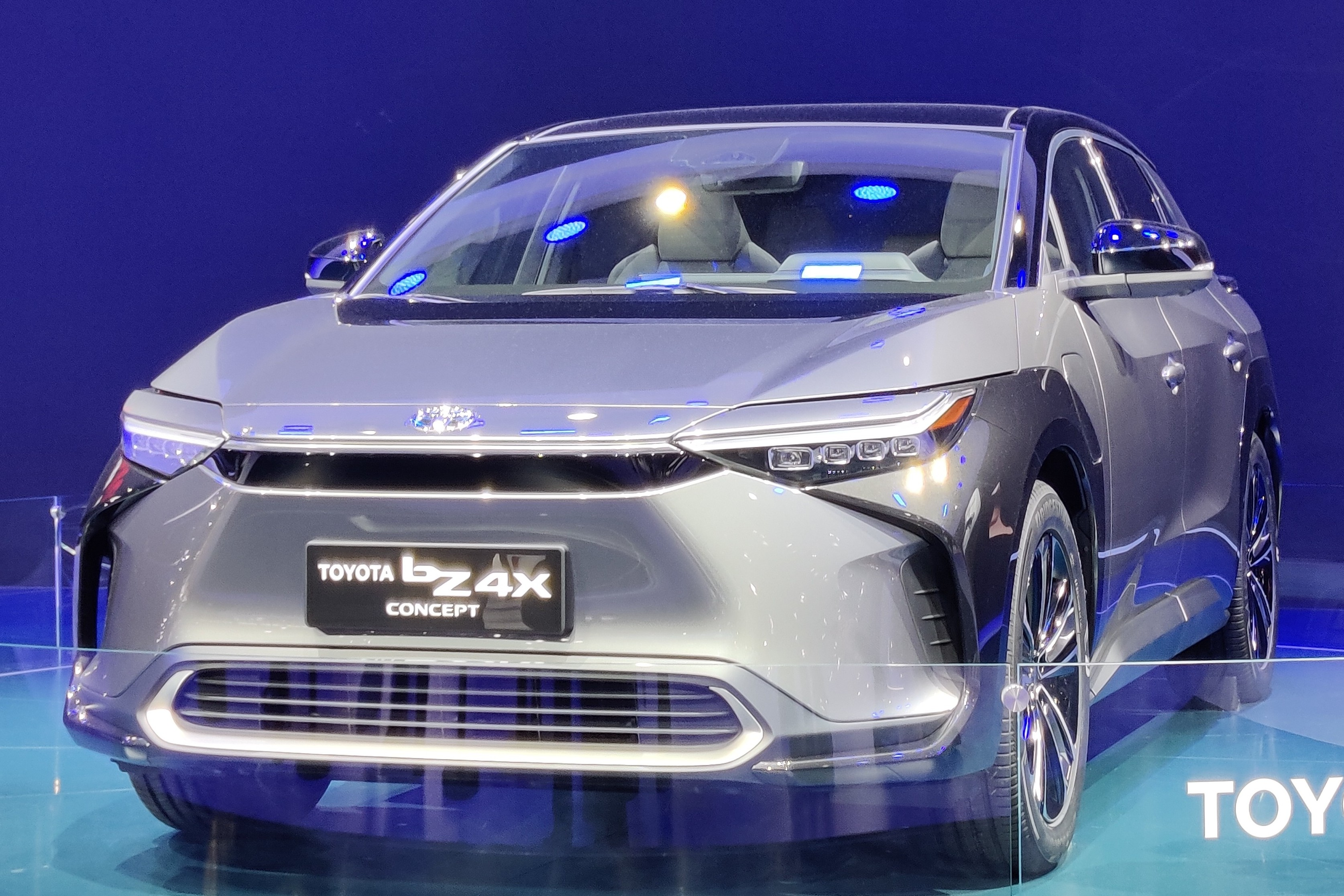
A Toyota bZ4X koncepcióautó

A bZ4X dizájnját a Toyota által 2019 júniusában kiadott elektromos koncepciójárművek sorozatának képei mutatták be. A vállalat kiemelte azt a tervet, hogy 2020 és 2025 között hat elektromos autótípus kerül forgalomba az e-TNGA platformon. A járművet a Subaru is bemutatta, és a Toyotával közösen fejleszti, mint a 2020 januárjában bemutatott koncepcióautót.
A bZ4X koncepcióautót 2021. április 19-én mutatták be. Bár koncepciójárműként mutatják be, a jármű már akkor szinte gyártásra készen állt. A bZ4X méretében hasonló a RAV4-hez, de karakteresebb, hosszabb a tengelytávja, amely megegyezik a nagyobb Toyota Highlander tengelytávjával. A jármű fejlesztése a Subaruval közösen történt, amely az autó összkerékhajtási rendszerében is szerepet kapott.

## Felépítése
A jármű hossza 4690 mm, ami egy RAV4-hez hasonlítható, de a tengelytáv 2850 mm, ami a Land Cruiserhez tengelytávjához hasonlít, így a Toyota bZ4X nagy belső térrel rendelkezik. Az e-TNGA platformot a Toyota és a Subaru közösen fejlesztették ki, a Toyota az akkumulátor és az eAxle fejlesztéséért, a Subaru pedig az összkerékhajtás vezérléséért és az ütközésbiztonságért kapott elismerést.

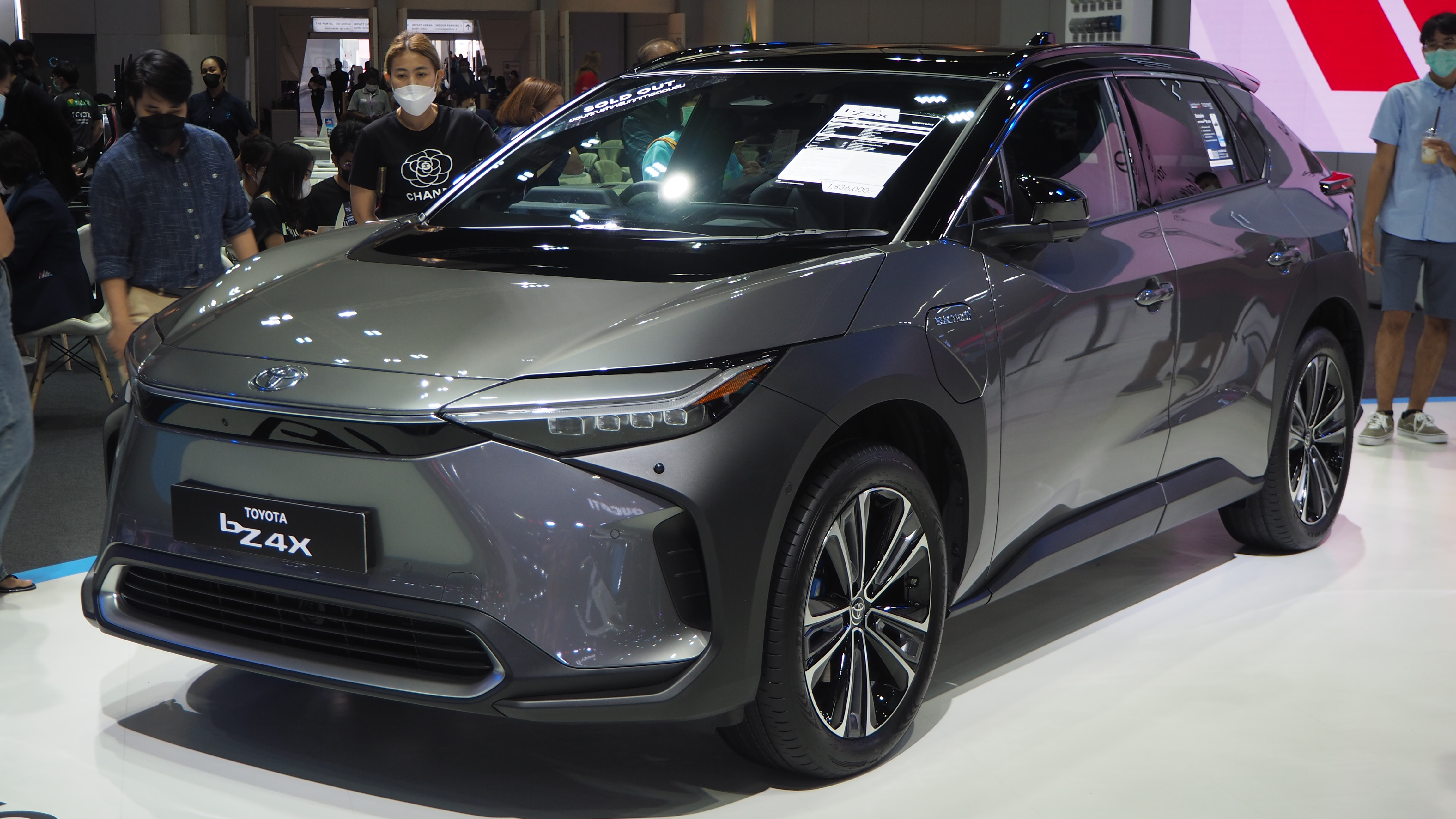
Elölnézetből
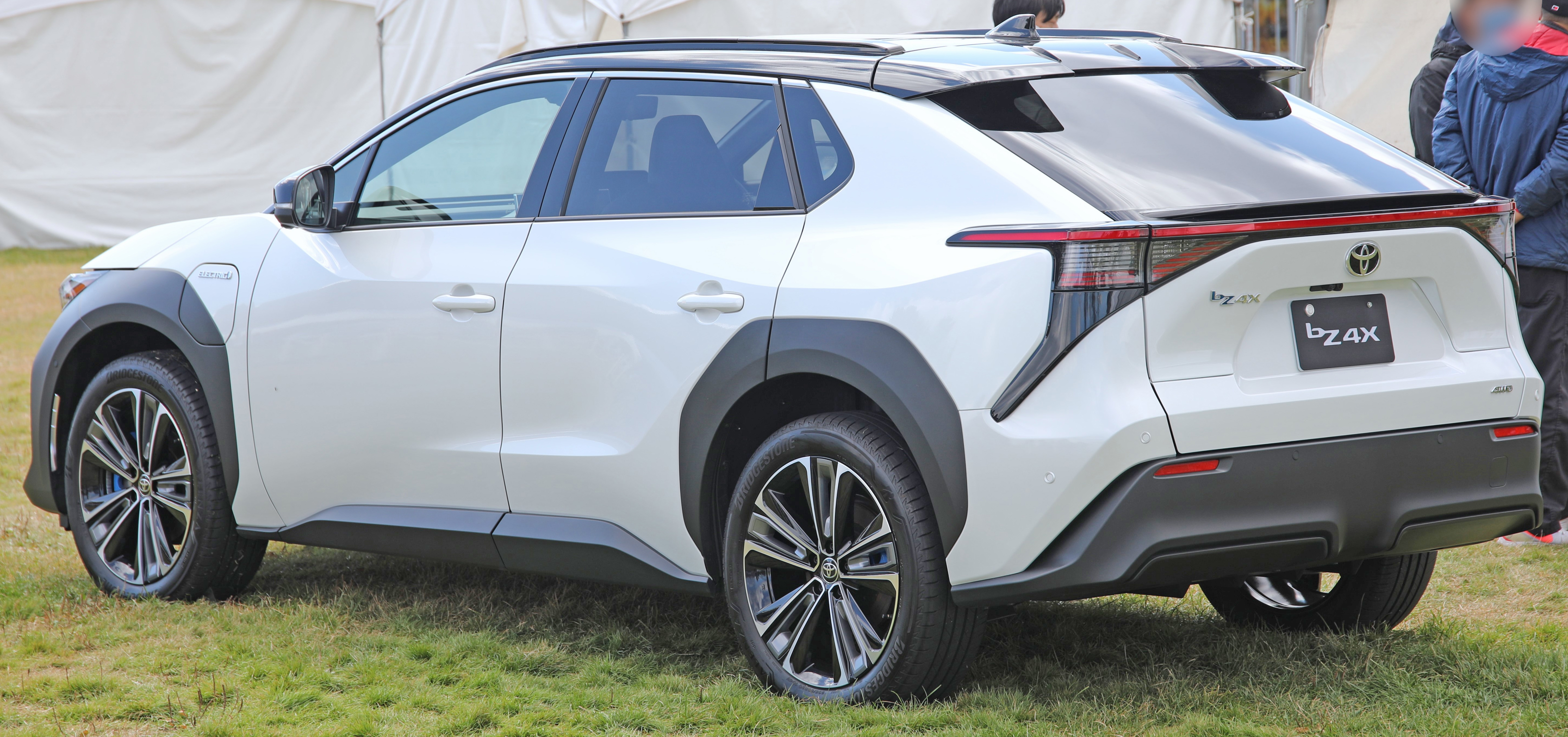
Hátulnézetből
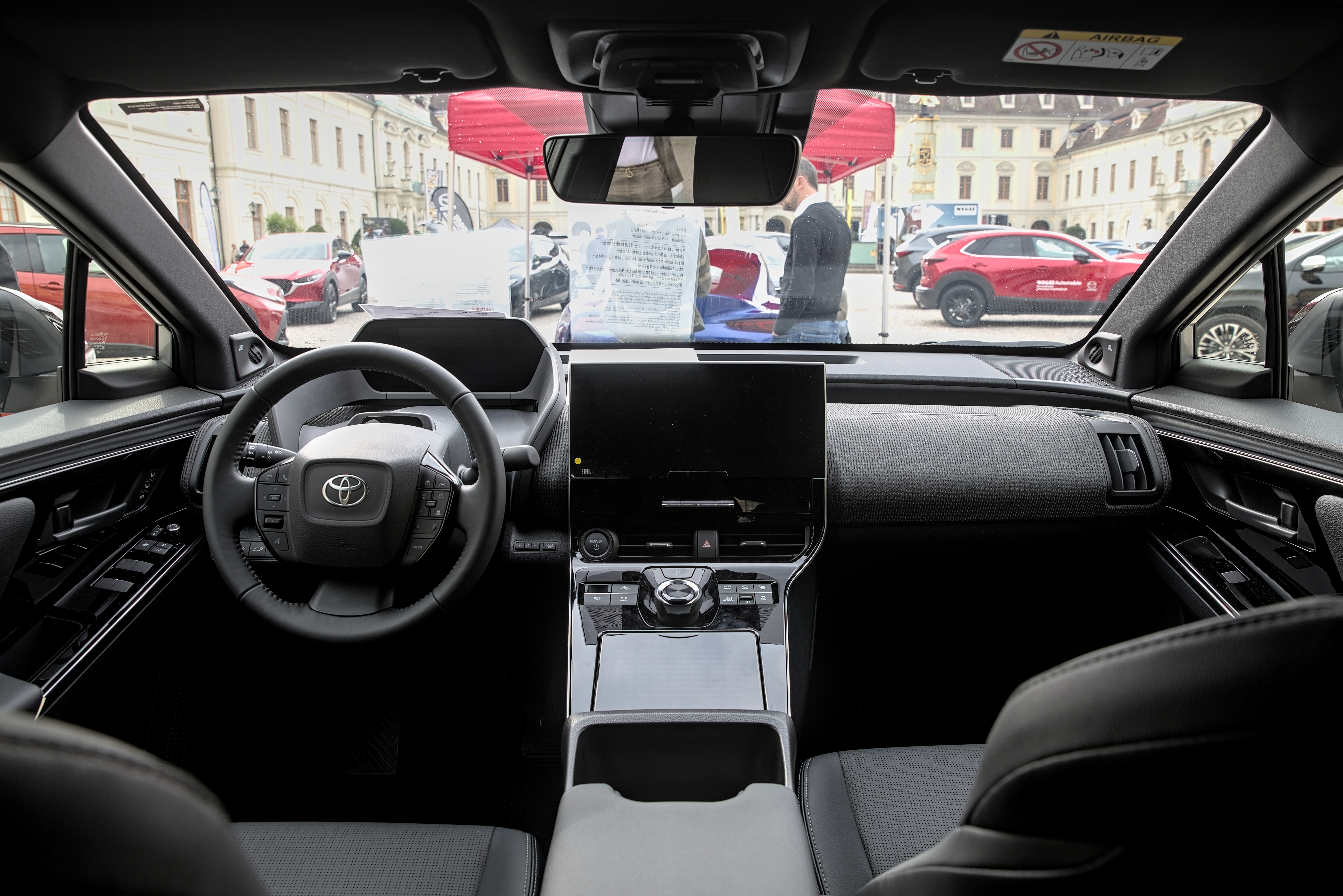
A Toyota bZ4X belső tere
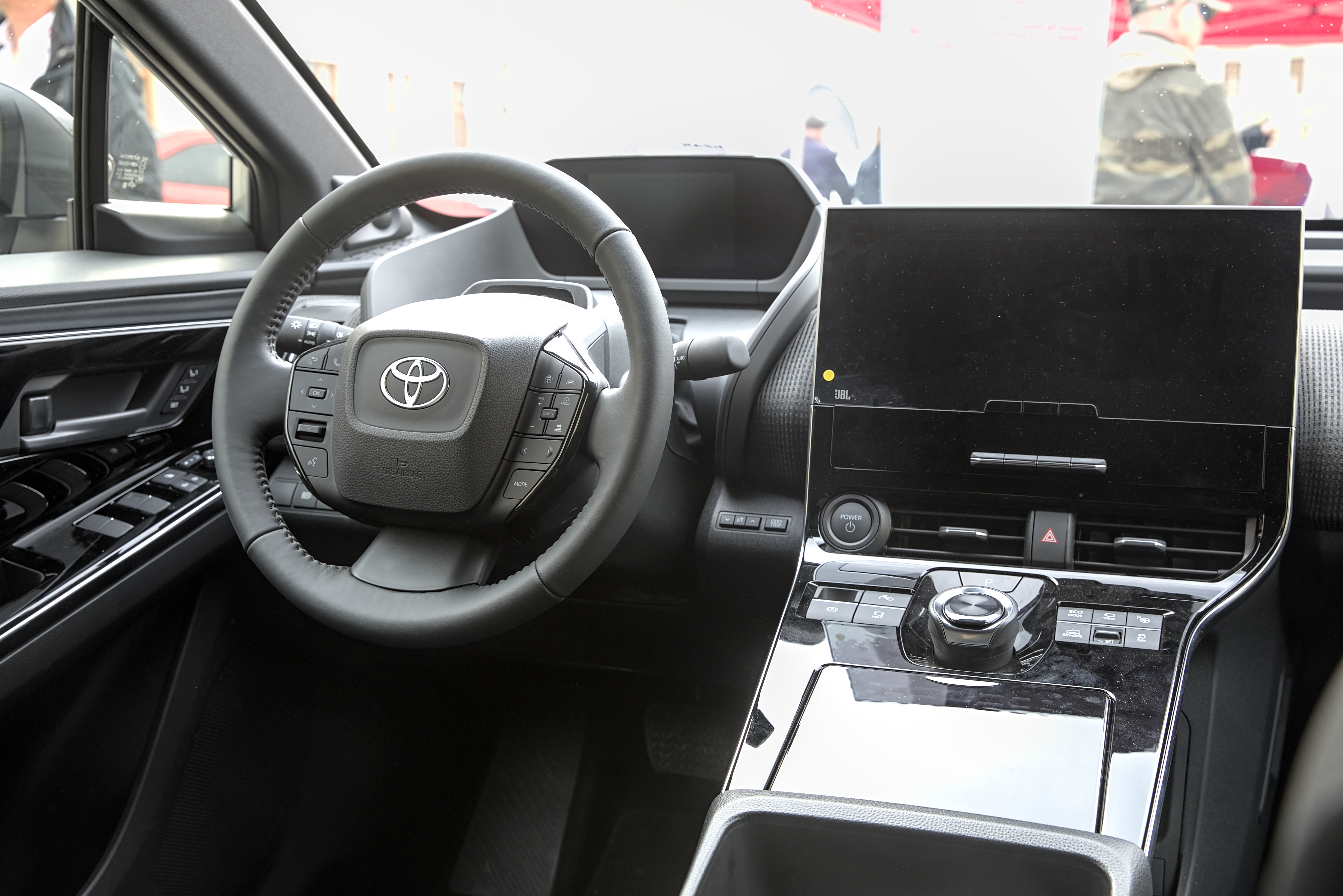
A Toyota bZ4X műszerfala

### Erőátviteli rendszerek

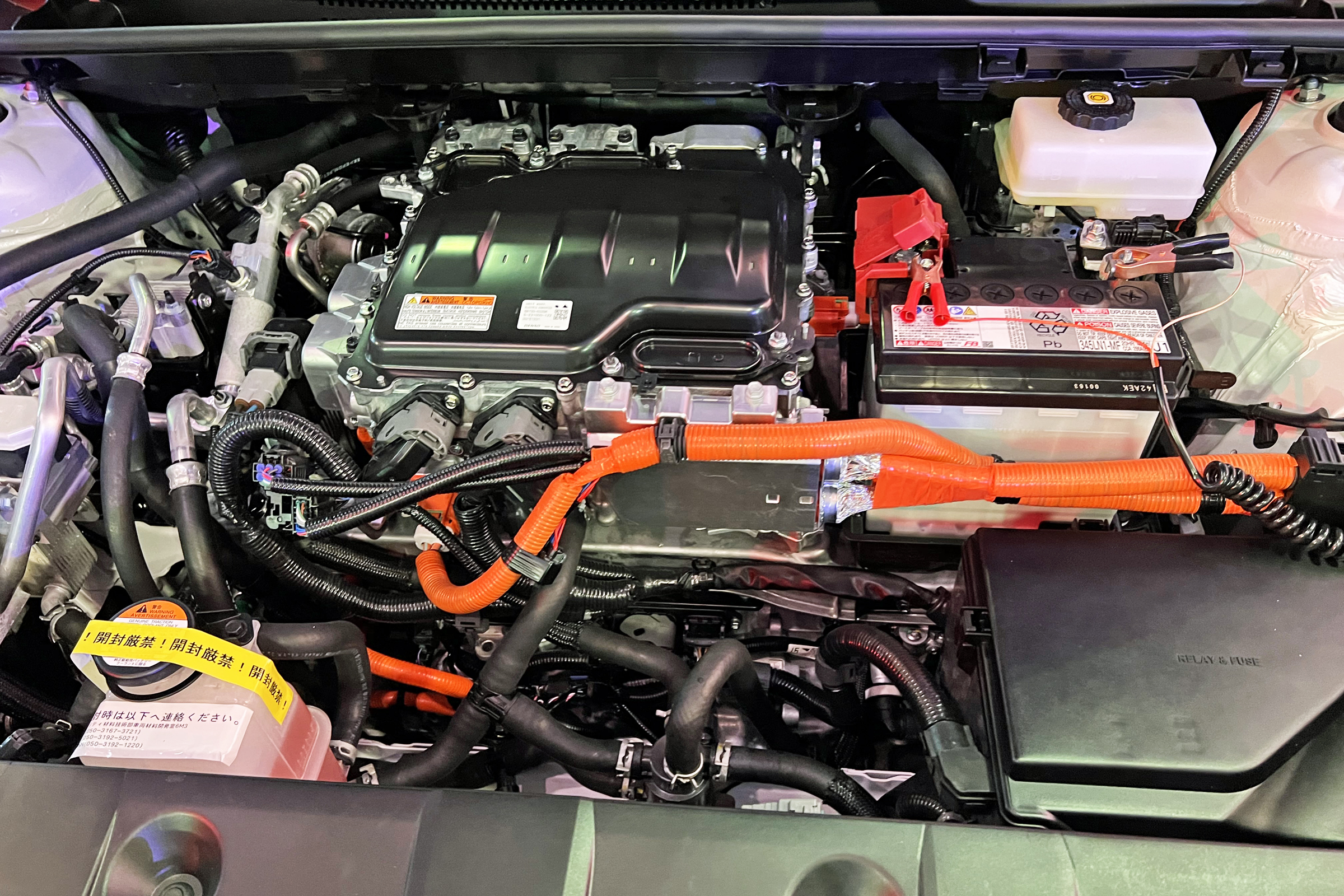
A motorháztető alatti berendezések, beleértve a fő invertert (középen), a 12 V-os kiegészítő akkumulátort és a biztosítékdobozt

A bZ4X-et az elektromos motort, fogaskerekeket és invertert magába foglaló e-Axle hajtja, és a BluE Nexus, a Toyota csoporthoz tartozó Aisin és Denso vegyesvállalata gyártja a Toyota Motor befektetésével. Az elsőkerék-hajtású modellek egyetlen 1XM típusú e-tengelyt használnak, amely 150 kW teljesítményű, míg az összkerékhajtású modellek iker 1YM modell e-tengelyt használnak, amelyek mindegyike 80 kW teljesítményű a 160 kW kombinált teljesítményhez.
Az elsőkerék-hajtású modellek becsült hatótávja 510 km és 7,5 mp alatt gyorsul állóhelyzetből 100 km/órás sebességre, míg az összkerékhajtású modellek becsült hatótávolsága 460 km és 6,9 mp alatt gyorsul fel 100 km/órás sebességre. Az AWD modelleken a Subaru „X-MODE” AWD-rendszerét a Subaru Forestertől kölcsönözték.
Az elsőkerék-hajtású modell 71,4 Kw-os akkumulátorral rendelkezik, melyet a Prime Planet Energy & Solutions (PPES), a Toyota és a Panasonic vegyesvállalata gyárt. Az észak-amerikai piacra szánt összkerékhajtású modellek 72,8 kW-os akkumulátorral rendelkeznek, melyet a CATL gyárt. Mindkét modell 355-ös voltos csomag, amely maximum 150 kW-os gyorstöltést tesz lehetővé az elsőkerék-hajtású modelleknél, míg 100 kW-os gyorstöltés lehetséges az összkerékhajtású modellek esetében. A gyorstöltő használatával a PPES-csomag kapacitása akár 80%-ra is feltölthető 30 perc alatt, az opcionális tetőtéri napelemes rendszer pedig áramot termelhet, mely a járművet legalább 1800 km-t tudja hajtani évente. Az akkumulátor a becslések szerint tíz éven keresztül megőrzi eredeti kapacitásának 90%-át. Az autó V2H vagy V2L módon működhet tápegységként.
| Modell | Alváz kód | Villanymotor            | Teljesítmény | Nyomaték | Hatótávolság (WLTC) |
| ------ | --------- | ----------------------- | ------------ | -------- | ------------------- |
| FWD    | XEAM10    | 1x Blue Nexus eAxle 1XM | 150 kW       | 266 Nm   | 567 km              |
| AWD    | YEAM15    | 2x Blue Nexus eAxle 1YM | 160 kW       | 338 Nm   | 542 km              |

## Az európai piacon
A WLTP vezetési ciklus alatt az elsőkerék-hajtású Toyota bZ4X 516 km-es hatótávolságot ér el (14,3 kWh/100 km fogyasztás), míg az összkerékhajtású bZ4X 470 km-e hatótávolságot produkált (15,8 kWh/100 km). Az első járművek szállítása 2022 nyarán kezdődött el.

## Subaru Solterra
A Subaru a bZ4X átcímkézett változatát a Subaru Solterra néven árulja, A Solterra név a latin sol (nap) és terra (föld) szavak összetételéből származik. Kisebb külső áttervezéssel ugyanazt az e-TNGA platformot használja, amelyet e-Subaru Global Platform (e-SGP) névre kereszteltek át. A Solterra 2022 közepén került forgalomba Japánban, az Egyesült Államokban, Kanadában, Európában és Kínában.

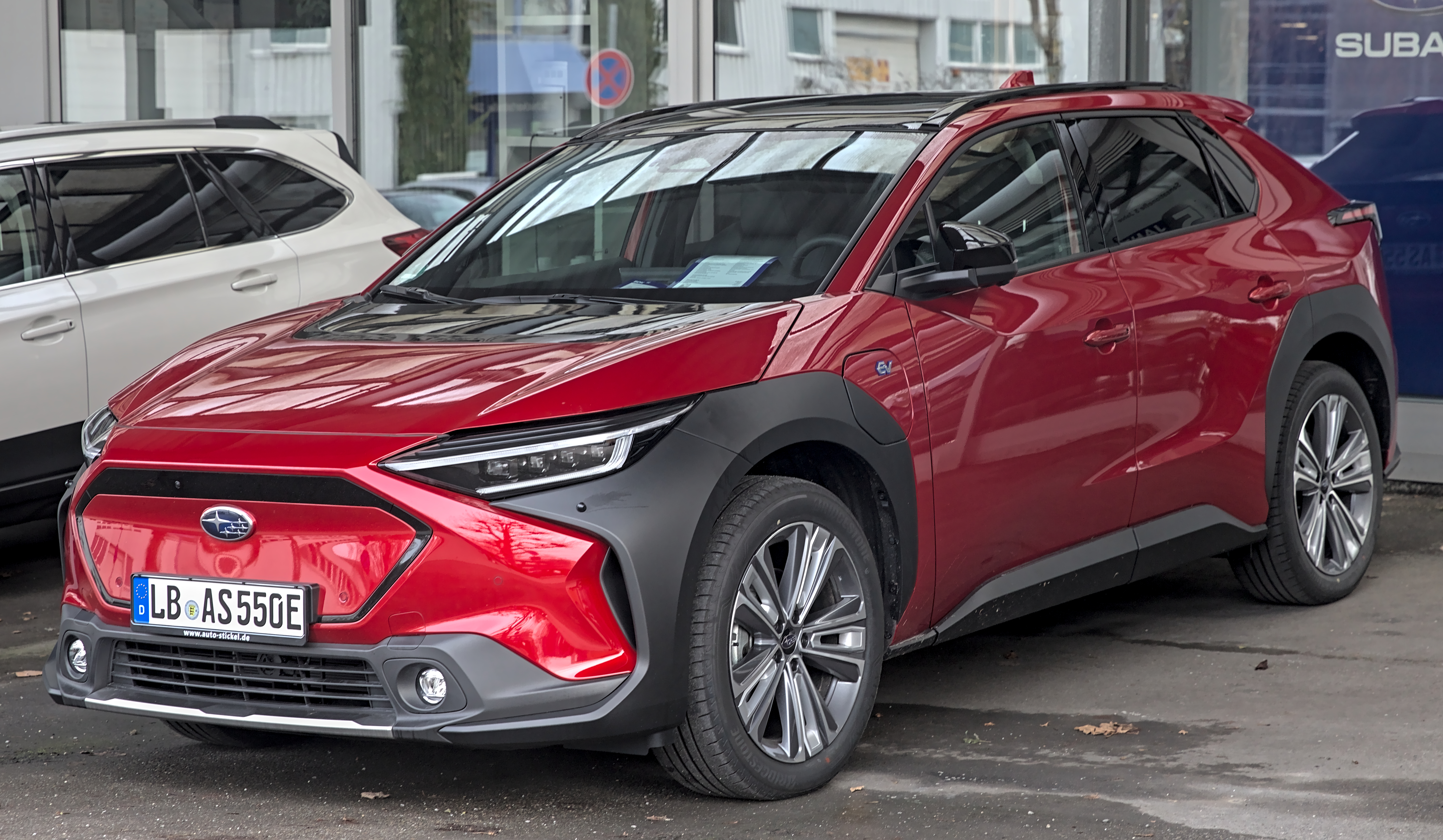
A Subaru Solterra elölnézetből
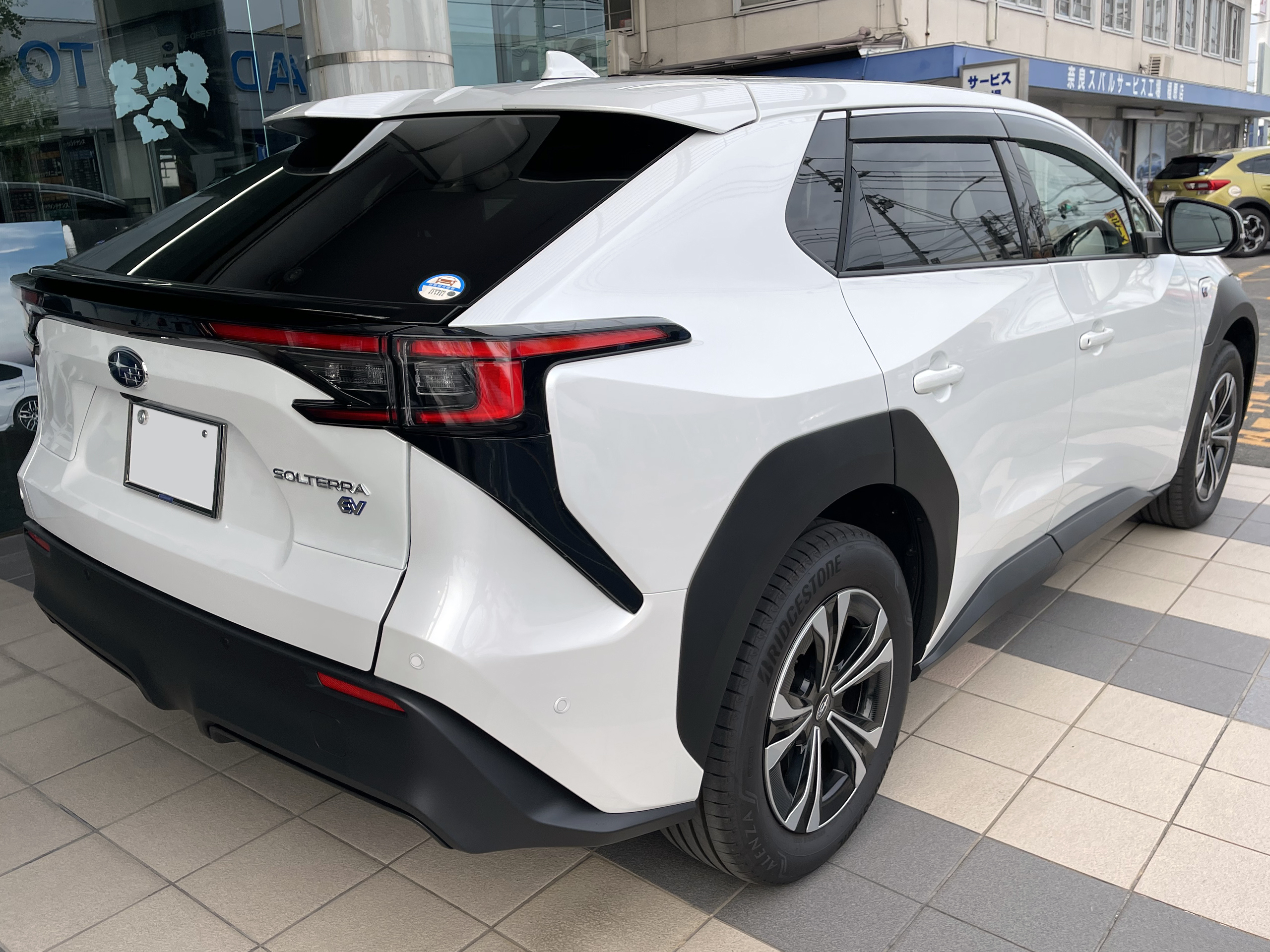
A Subaru Solterra hátulnézetből

## Biztonság
A bZ4X és a Solterra ötcsillagos JNCAP-besorolást ért el a Japán Nemzeti Autóbiztonsági és Áldozatsegítő Ügynökségtől (NASVA) az átfogó biztonsági teljesítményért, a Subaru Solterrán végzett tesztek alapján.
| NASVA új autók értékelése – 2022 Toyota bZ4X | NASVA új autók értékelése – 2022 Toyota bZ4X |
| Szekció                                      | Pontszám                                     |
| -------------------------------------------- | -------------------------------------------- |
| Ütközésbiztonsági teljesítmény               | A (87%)                                      |
| Megelőző biztonsági teljesítmény             | A (99%)                                      |
| Átfogó biztonsági teljesítmény               | 93%                                          |
| Átfogó értékelés                             | 5/5                                          |

A Toyota bZ4X és a Subaru Solterra egyaránt ötcsillagos 2022-es Euro NCAP minősítést ért el.

## Fordítás
Ez a szócikk részben vagy egészben  a   Toyota bZ4X című angol Wikipédia-szócikk ezen változatának fordításán alapul.  Az eredeti cikk szerkesztőit annak laptörténete sorolja fel. Ez a jelzés csupán a megfogalmazás eredetét és a szerzői jogokat jelzi, nem szolgál a cikkben szereplő információk forrásmegjelöléseként.